# Сан Клементе (Калифорнија)
Сан Клементе (енгл. San Clemente) град је у америчкој савезној држави Калифорнија. По попису становништва из 2010. у њему је живело 63.522 становника.

## Демографија
Према попису становништва из 2010. у граду је живело 63.522 становника, што је 13.586 (27,2%) становника више него 2000. године.
| Група             | 2000.          | 2010.          |
| Белци             | 39.155 (78,4%) | 48.254 (76,0%) |
| Афроамериканци    | 385 (0,8%)     | 411 (0,6%)     |
| Азијати           | 1.317 (2,6%)   | 2.333 (3,7%)   |
| Хиспаноамериканци | 7.933 (15,9%)  | 10.702 (16,8%) |
| Укупно            | 49.936         | 63.522         |